# Moralitásjáték
A moralitásjáték a középkori liturgikus dráma harmadik játékformája (a misztériumjáték és mirákulum mellett). Dramatizált prédikációnak is felfogható, Európában főként a 15. és 16. században volt népszerű. Középpontban egy férfi főhős áll, aki vagy az egész emberiséget (Akárki), vagy csak egy társadalmi osztályt képvisel. Mellékszerepekben az elítélendő bűnök és a keresztény erények drámai, illetve színpadi alakokként küzdenek egymással, és így válik világossá az erkölcsjobbító szándék. Az allegória segítségével tehát az elvont gondolatok, értékrendek képszerűen jelentek meg, s a hatás nem maradt el.
Ezeket a játékokat latin helyett a nemzeti nyelven írták, hogy az átlagember számára is érthető legyen. A legtöbb előadás kb. 90 percig tartott. A színpad – mint a liturgikus drámáknál általában – a kontinentális Európán térbeli szimultán színpad volt, Angliában pedig szekérszínpad, ahol egy szekér egy helyszínt elevenített meg. Látványdömping pirotechnikával, ijesztő, vicces effektek jellemezték az előadást, a csodákat emelőszerkezetek és gépek segítségével jelenítették meg. Később már egyre szélsőségesebben részletes emberi tulajdonságok is megjelentek a színpadon, mint például a hosszú élet iránt táplált remény.
A pestisjárványok idejében a moralitásjátékokra jellemző lett az egyre erősebb teatralitás. Ennek oka, hogy a biztonság megszűntét érzékelő, de az azt el nem fogadó emberek a hiány megjelölésével pótolták. Megváltozott a tematika is: az ember belső életével, lelki üdvével foglalkozó játékok mellett - különösen angol és francia területen - megjelenik egy olyan világi moralitás, melyben általános emberi jellemvonások, mesterségek, vagy akár évszakok vívják sokszor humoros szócsatáikat. Hazánkban a legkiemelkedőbb magyar nyelvű moralitás a Comico-tragoedia (1646). A későbbi népi változatokban ez az ún. „dúsgazdagolás”, melyet a II. világháborúig Erdélyben, Udvarhely megyében és más helyeken még játszottak.

## Akárki
A moralitásjáték mintapéldája a 16. sz. elejéről származó holland–angol Akárki (Everyman), a gazdag ember haláláról szóló játék. Bűnök és erények, a legkülönbözőbb emberi tulajdonságok nyernek benne megszemélyesítést; jelmezeinek is meghatározott jelrendszere volt. A 20. században az angol Akárki drámát Hugo von Hofmannsthal dolgozta át.
Az Akárki kezdetén egy hírvivő beszél a közönséghez, és arra szólítja fel őket, hogy figyeljenek jól az előadásra és próbáljanak meg tanulni a bent rejlő leckéből. Ezután Isten jelenik meg a színen, aki elpanaszolja, milyen anyagiassá váltak az emberek, ő pedig már semmi hálát nem kap tőlük, ezért megidézi a Halált, aki felkeresi Akárkit. Elmondja neki, hogy Isten úgy döntött, ütött az utolsó órája, el kell számolnia életével.
Akárki megijed, úgy érzi, nincs még felkészülve, több időért könyörög a halálnak, de süket fülekre talál. A Halál azt tanácsolja neki, találja meg magának a megfelelő társat a túlvilágra való utazásra.
A Barátság azt ígéri, hogy bárhová követi őt, de mikor megtudja, hova is készül Akárki igazából, elhagyja (az anyagias barátok bírálata). Akárki ezután felkeresi a Kedvességet és a Testvériességet, de a Kedvesség inkább csak mókázgatna, a Testvériesség pedig azért visszakozik, mert görcs állt a lábába. Ezután Akárki felkeresi a Javakat, akiknek annyi szeretet adott, de a Javak azt mondják, az ő jelenlétük csak rosszabbá tenné Akárki sorsát a túlvilágon.
Ezután a Jócselekedeteket látogatja meg, de azok túl gyengék, mert nem foglalkozott velük eleget életében, de elküldik nővérüket, a Tudást, hogy keresse fel Akárkivel a Gyónást. A főhős neki megbánja minden bűnét, és megkorbácsolja magát. Ezért jutalmul a Gyónás egy ékszert ad neki: a Bűnbánatot, s ezzel feloldozza bűnei alól. A Jócselekedetek megerősödnek, és Akárki segítségére megidézik a Szépséget, az Erőt, és a Megfontoltságot. Ők öten (a Tudással együtt) már szívesen követik Akárkit, aki felveszi az utolsó kenetet.
Azonban mikor ezek az erények megtudják, hová is tart Akárki, mind elhagyják őt a Jócselekedet kivételével (ahogy az öregedő embereket is elhagyja a Tudás, a Szépség és a többi). Akárki a sírba jut, a Jócselekedetek pedig felszállnak a mennybe, a történet tanulsága tehát a középkori ember számára az, hogy jól vigyázzon, mert a végítéletkor csak a jócselekedeteire számíthat majd.